# 중산당

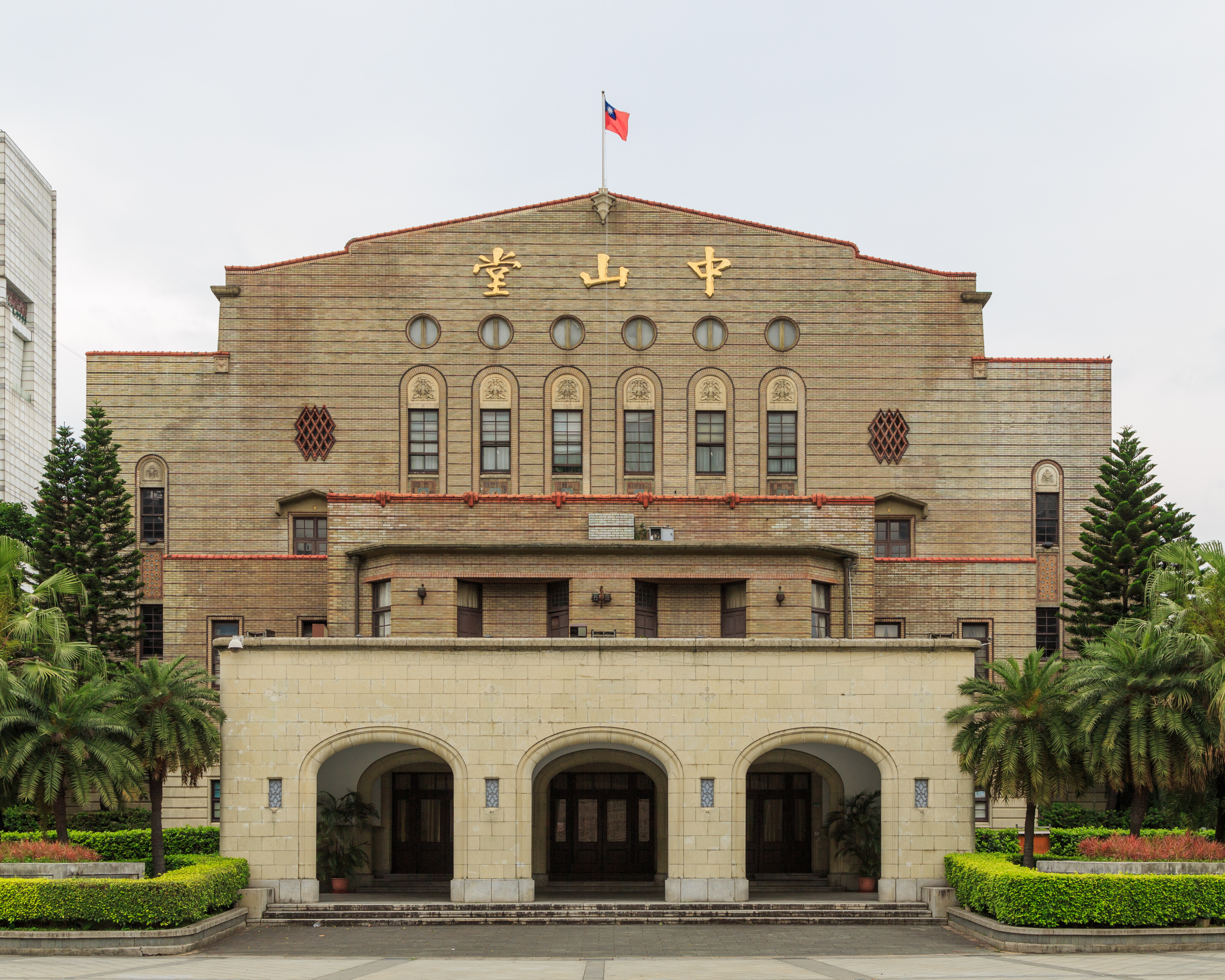
중산당의 모습

중산당(중국어: 中山堂, 병음: Zhōngshān Táng) 또는 중산홀(Zhongshan Hall)은 원래 타이페이공회당(臺北公會堂)으로 사용되었던 역사적인 건물이다. 중화민국 타이베이시 중정구 (타이베이시) 시먼딩 인근의 98 양핑난로(延平南路)에 위치하고 있다. 1992년에는 정부로부터 사적지로 지정되었다.

## 저명한 행사
- 금마장 (제3회 금마장, 제4회 금마장, 제5회 금마장, 제7회 금마장, 제8회 금마장, 제9회 금마장, 제10회 금마장, 제11회 금마장)
- 대만광복절

## 교통
타이베이 첩운의 시먼역의 5번 출구는 중산당으로의 접근을 제공한다. 지하주차장도 있다.

## 같이 보기
- 중산루
- 대만광복절
- 난징인민대회당